# Critobul din Imbros
Mihail Critobul sau Critobul din Imbros (n. 1410, Imbros, Imperiul Otoman – d. anii 1470, Muntele Athos, Republica Monastică de la Muntele Athos, Grecia) este un autor grec, care alături de Ducas, Laonic Chalcocondil și Sphrantzes a lăsat unul din principalele izvoare despre Căderea Constantinopolului (1453). În comparație cu conaționalii săi, Critobul a scris o operă favorabilă sultanului otoman Mahomed al II-lea, modelată după istoria antică a lui Tucidide.

## Biografie
Informațiile despre viața lui Mihail Critobul sunt cele care se desprind din opera sa scrisă. Bazându-se pe modelul său antic Tucidide, Critobul a ținut să istorisească și rolul său personal în cadrul evenimentelor relatate, deși este posibil să-l fi exagerat, întrucât celelalte izvoare contemporane nu îl amintesc și nici versiunea sa asupra materiei tratate nu este coroborată de celelalte istorii.
În privința numelui, Critobul pare a fi o versiunea anticizată a numelui mult mai comun la acea  oră
După Căderea Constantinopolelui, insulele Lemnos 

## Opera
Plasând-o în contextul literar al vremii, Iorga scria că „biografia lui Mahomed datorată lui Mihail Critobulos din Imbros, poet și el, care face din ea o viață de sfînt, reprezintă în această istoriografie de ultimă oră ceva nou atît ca stil, cît și ca tendințe.”